# Mannose-6-phosphat
D-Mannose-6-phosphat, Abkürzung M6P, ist ein Phosphorsäureester der Mannose. M6P ist ein wichtiger Metabolit vieler Stoffwechsel-Prozesse in allen Lebewesen.

## Physiologische Bedeutung
Freie Mannose wird innerhalb einer Zelle mittels Hexokinase zu M6P phosphoryliert, wodurch sie die Zelle nicht mehr verlassen kann. Wird von der Zelle kein M6P für den Aufbau von Glycoproteinen benötigt, so kann sie unter dem katalytischen Einfluss des Enzyms Mannose-6-phosphat-Isomerase in Fructose-6-phosphat umgewandelt werden, das mittels Glykolyse verwertet werden kann.
Mannose-6-phosphat dient als Erkennungsmolekül für lysosomale Enzyme. Die im rauen endoplasmatischen Retikulum produzierten Hydrolasen tragen Oligosaccharide mit mehreren an Stickstoff gebundenen Mannose-Resten. Diese Mannose-Reste werden im cis-Golgi-Netzwerk phosphoryliert. Der dabei gebildete M6P-Rest ist für den weiteren Transport dieser Enzyme von großer Wichtigkeit. Über Signalbereiche in der Peptidsequenz wird in der Zelle sichergestellt, dass nur die Mannose-Gruppen der lysosomalen Enzyme und nicht die anderer Enzyme phosphoryliert werden. Die Phosphorylierung läuft in zwei enzymatisch katalysierten Schritten ab. Die Phosphotransferase N-Acetylglucosaminyl-1-Phosphotransferase (EC 2.7.8.17, GlcNAc-Phosphotransferase) fügt zunächst einen N-Acetylglucosamin-1-phosphat-Rest an ein Asparagin. Ein zweites Enzym, N-Acetylglucosamin-1-phosphodiester-α-N-Acetylglucosaminidase, schneidet dann den N-Acetylglucosamin-Rest ab. Die Anzahl der M6P-Einheiten korreliert mit der Stärke des Erkennungssignals. Membranständige Mannose-6-phosphat-Rezeptoren des trans-Golgi-Netzwerkes binden an die M6P-Einheiten der Enzyme und sorgen für die Bildung von Clathrin-umhüllten Vesikeln (clathrin coated vesicles), die den aus Enzym-M6P und M6P-Rezeptor gebildeten Komplex beinhalten. Die Vesikel verlieren erst ihre Clathrinhülle, bevor sie mit dem Endolysosomen verschmelzen. Durch den niedrigen pH-Wert im Lysosom wird der Komplex wieder zerstört und der Phosphatrest von der Mannose abgespalten. Die freigesetzten M6P-Rezeptoren werden über Vesikel wieder zurück in das trans-Golgi-Netzwerk transportiert, wo sie wieder für den Enzymtransport zur Verfügung stehen.

## Weiterführende Literatur
- S. Tiede: Synthese des Mannose-6-Phosphat-Erkennungsmarkers lysosomaler Enzyme: Molekulare Analyse der humanen UDP-N-Acetylglucosamin:lysosomales Enzym-N-Acetylglucosamin-1-Phosphotransferase. Dissertation, Universität Hamburg, 2005